# Гаджиев, Аскер Байрамали оглы
Аске́р Байрамали́ оглы́ Гаджи́ев (азерб. Əsgər Bayraməli oğlu Hacıyev; 1938, Бехруд, СССР — 1998, Бехруд, Азербайджан) — советский строитель, мастер строительного управления № 42 треста № 4 Министерства промышленного строительства Азербайджанской ССР, Герой Социалистического Труда (1976). Заслуженный наставник молодежи Азербайджанской ССР (1981)

## Биография
Родился 10 мая 1938 года в селе Бехруд Ордубадского района Нахичеванской АССР Азербайджанской ССР.
С 1955 года штукатур, бригадир штукатуров, руководитель комплексной бригады, строймастер строительного управления № 24 стройтреста № 4, с 1957 года — на строительстве промышленных объектов в Баку. С 1982 мастер средней технической подготовки профессионально-технического училища.
Указом Президиума Верховного Совета СССР от 26 апреля 1976 года за выдающиеся производственные успехи, достигнутые при строительстве Бакинского завода бытовых кондиционеров, Гаджиеву Аскеру Байрамали оглы присвоено звание Героя Социалистического Труда с вручением ордена Ленина и золотой медали «Серп и Молот».
Делегат 30 съезда КП Азербайджана, где избран членом ЦК.
Скончался в 1998 году в родном селе.

## Награды
- Золотая медаль «Серп и Молот» Героя Социалистического Труда (26 апреля 1976 года[1]);
- 2 Ордена Ленина (11 августа 1966 года и 26 апреля 1976 года[1]).